# ピーター・ディキンスン
ピーター・ディキンスン（Peter Dickinson、1927年12月16日 - 2015年12月16日）は、イギリスのSF作家、ファンタジー作家、推理作家、絵本作家。ディッキンソンの表記もある。アフリカの北ローデシア（現ザンビア）、リヴィングストン生まれ。
妻はSF・ファンタジー作家のロビン・マッキンリイ。
幼年期を世界各地で過ごし7歳でイギリスに帰国。イートン校を経てケンブリッジ大学キングズ・カレッジを卒業。ロンドンで『パンチ』誌の編集部で働きながら、執筆活動を始める。
1968年、推理小説「ガラス箱の蟻」でデビュー。この作品で、イギリス推理作家協会賞（CWA賞）のうち優れた長編小説に与えられる賞であるゴールド・ダガー賞を受賞。
翌1969年には専業作家となり、第二作「英雄の誇り」を発表。2年連続のゴールド・ダガーを受賞する。 
2015年12月16日、ウィンチェスターにて88歳の誕生日に死去。

## 日本語訳された作品

### ピブル警視シリーズ
- ガラス箱の蟻　Skin Deep(The Glass-Sided Ants' Nest) 1968 （早川書房）：1968年度CWA賞ゴールド・ダガー賞
- 英雄の誇り A Pride of Heroes(The Old English Peep Show) 1969 （早川書房）：1969年度CWA賞ゴールド・ダガー賞
- 封印の島 The Seals(The Sinful Stones) 1970 （論創社 論創海外ミステリ）
- 眠りと死は兄弟 Sleep and His Brother 1971 （早川書房）
- 盃のなかのトカゲ The Lizard in the Cup 1972（早川書房）

### ルイーズ王女シリーズ
- キングとジョーカー King and Joker 1976（サンリオSF文庫/扶桑社ミステリー）

### 大変動(The Changes Trilogy)シリーズ
- 過去にもどされた国 The Weathermonger 1968 （大日本図書）
- 悪魔の子どもたち The Devil's Children  1970 （大日本図書）

### その他のSF・ファンタジー作品
- 緑色遺伝子 The Green Gene 1973（サンリオSF文庫）
- 毒の神託 The Poison Oracle 1974（原書房）
- 青い鷹 The Blue Hawk 1975（偕成社）：1977年度ガーディアン賞
- 生ける屍 Walking Dead 1977（サンリオSF文庫）
- 聖書伝説物語 - 楽園追放から黄金の都陥落まで City of Gold 1980（原書房）：1981年カーネギー賞
- エヴァが目ざめるとき Eva 1988（徳間書店）：2008年フェニックス賞
- 魔術師マーリンの夢 - アーサー王物語伝説 Merlin Dreams 1988（原書房）：挿絵はアラン・リー
- 血族の物語 The Kin 1998（ポプラ社）
- ザ・ロープメイカー - 伝説を継ぐ者 The Ropemaker 2001（ポプラ社）

### エッセイ他
- マナー・ハウスの殺人 Murder In the Manor ：ミステリマガジン1994年3月号
- ライヘンバッハの滝の魅力 The Lure of the Reichenbach ：集英社「ミステリー雑学読本」(1982)

### 絵本
- 時計ネズミの謎 Time and the Clock Mice, Etcetera 1993（評論社）：挿絵はエマ・チチェスター・クラーク